# Адольф фон Текленбург
Адольф фон Текленбург — монах-цистерцианец и епископ Оснабрюка. Родился в семье графов Текленбургских, его отец — Симон I, мать — Ода фон Альтена-Берг. После того как он стал каноником Кёльна, он постригся в монахи в цистерцианском аббатстве Камп. В 1216 году он стал епископом Оснабрюка, отдав существенную часть своего времени и средств епархии для помощи бедным, больным и нуждающимся. Он не был официально канонизирован, однако день его памяти (14 февраля) отмечается как в Оснабрюке, так и цистерцианцами.